# Tržná délka
Tržná délka je parametr materiálu, udávající, jak dlouhé lano, vlákno či textilie z tohoto materiálu by se v zemském gravitačním poli přetrhly vlastní tíhou. Udává se v metrech nebo častěji v kilometrech.
Tržná délka dává do souvislosti hustotu a pevnost daného materiálu. První se tímto problémem zabýval Galileo Galilei.
{\displaystyle L_{R}={R_{m} \over {\rho \cdot g}}} [m]
- {\displaystyle R_{m}} je mez pevnosti materiálu, jednotka [MPa = N/mm2, převedeme na N/m2]
- {\displaystyle \rho } hustota [kg/m3]
- {\displaystyle g} je tíhové zrychlení na povrchu Země [m/s2]

## Příklady
| Materiál                 | Pevnost v tahu (MPa) | Tržná délka (km) |
| ------------------------ | -------------------- | ---------------- |
| Hliník                   | 90                   | 3,4              |
| Ocel (stavební)          | 500                  | 6,5              |
| Dřevo                    | 60                   | 8,8              |
| Dural                    | 500                  | 18,9             |
| Ocel (normal lanová)     | 1500                 | 19,6             |
| Titan                    | 1200                 | 27               |
| Hedvábí                  |                      | 50               |
| 1μm vlákna železa        | 14000                | 183              |
| Kevlar                   | 3620                 | 256              |
| UHMWPE (speciální plast) |                      | 300              |

Hodnoty jsou jen přibližné, neboť jsou závislé na teplotě, struktuře materiálu a dalších okolnostech měření (u tkanin například na vlhkosti).